# 仙游大桥
仙游大桥，又名兰溪大桥，是一座位于中华人民共和国福建省莆田市仙游县的桥。该桥横跨木兰溪，是仙游县连接县城南北两岸的主要桥梁、是莆田市第一座三拱大跨度钢管混凝土中承式结构的大桥，也是仙游县地标性建筑。桥梁长212.64米，宽27.7米。三拱中，中拱长64米，两侧边拱各长54米
仙游大桥未修建前，河两岸居民可以通过仙木桩桥往来两岸。中国大陸改革开放后，人流、车流的拥挤使原来河上的桥梁不堪重负，于是，1995年，仙游大桥动工，其于1998年春节竣工，总造价1400万元。
因仙游大桥曾因诸多原因出现较多的伤病，所以仙游县政府于2012年投资约726万元对其进行持续六个月的封闭维修施工，工程于当年8月31日完成。2015年，仙游大桥夜景灯开始试运行。

## 修建过程
仙游大桥修建前，仙游县城有两座主要的横跨木兰溪的大桥：修建于宋朝的南门桥和1980年的城关大桥。人们也通过仙木桩桥往来河两岸。改革开放后，为缓解交通压力，仙游县政府决定修建仙游大桥。于是，1995年10月，仙游大桥正式奠基，并于1998年春节时完工。

## 建筑结构
桥梁长212.6米，宽27.7米，中拱净宽为64米，两侧边拱分别净宽54米。

## 使用与维修
2012年，由于仙游大桥使用的吊杆超过了使用年限，且多年来大桥超限、超载严重，仙游大桥出现了很多的伤病。2012年，仙游县政府投资726万元对仙游大桥进行维修加固工程。工程于3月1日开工，5月13日至8月11日（后延期至8月31日）进行全封闭施工，于9月1日恢复通车。
2015年，仙游大桥夜景灯开始试运行，收获不少民众好评。
2016年，仙游县市政管理中心开始对大桥的伸缩缝及局部桥面板进行了维修。